# Lancer du poids masculin aux Jeux olympiques d'été de 1960
Navigation
Melbourne 1956 Tokyo 1964
L'épreuve du lancer du poids masculin aux Jeux olympiques de 1960 s'est déroulée le 31 août 1960 au Stade olympique de Rome, en Italie.  Elle est remportée par l'Américain Bill Nieder.

## Résultats

### Finale
| Rang               | Athlète          | Pays                       | Marque | Essais   | Essais   | Essais | Essais | Essais   | Essais | Note |
| Rang               | Athlète          | Pays                       | Marque | 1        | 2        | 3      | 4      | 5        | 6      | Note |
| ------------------ | ---------------- | -------------------------- | ------ | -------- | -------- | ------ | ------ | -------- | ------ | ---- |
| Médaille d'or      | Bill Nieder      | États-Unis                 | 19.68  | 18.67    | 18.77    | X      | 18.67  | 19.68 OR | X      | OR   |
| Médaille d'argent  | Parry O'Brien    | États-Unis                 | 19.11  | 18.77 OR | 19.11 OR | X      | 18.64  | 17.41    | 18.39  |      |
| Médaille de bronze | Dallas Long      | États-Unis                 | 19.01  | 16.80    | 18.88    | 18.66  | 18.25  | X        | 19.01  |      |
| 4                  | Viktor Lipsnis   | Union soviétique           | 17.90  | 17.28    | 17.90    | 17.51  | X      | X        | 17.83  |      |
| 5                  | Mike Lindsay     | Grande-Bretagne            | 17.80  | 17.63    | 17.63    | 17.80  | 17.09  | 17.39    | 17.43  |      |
| 6                  | Alfred Sosgórnik | Pologne                    | 17.57  | 17.57    | 17.57    | X      | X      | 17.52    | 17.39  |      |
| 7                  | Dieter Urbach    | Équipe unifiée d’Allemagne | 17.47  | 17.34    | 17.05    | 17.47  |        |          |        |      |
| 8                  | Martyn Lucking   | Grande-Bretagne            | 17.43  | 17.05    | 16.71    | 17.43  |        |          |        |      |
| 9                  | Jiří Skobla      | Tchécoslovaquie            | 17.39  | 17.31    | 17.39    | X      |        |          |        |      |
| 10                 | Jaroslav Plíhal  | Tchécoslovaquie            | 17.36  | 17.35    | 17.36    | 17.27  |        |          |        |      |
| 11                 | Les Mills        | Nouvelle-Zélande           | 17.06  | 16.86    | 16.09    | 17.06  |        |          |        |      |
| 12                 | Hermann Lingnau  | Équipe unifiée d’Allemagne | 16.98  | 16.65    | 16.98    | 16.66  |        |          |        |      |
| 13                 | Silvano Meconi   | Italie                     | 16.73  | X        | 16.73    | X      |        |          |        |      |
| 14                 | Zsigmond Nagy    | Hongrie                    | 16.67  | X        | 16.67    | X      |        |          |        |      |
| 15                 | Warwick Selvey   | Australie                  | 16.18  | 16.18    | 15.93    | 15.76  |        |          |        |      |